# بازار عکاظ

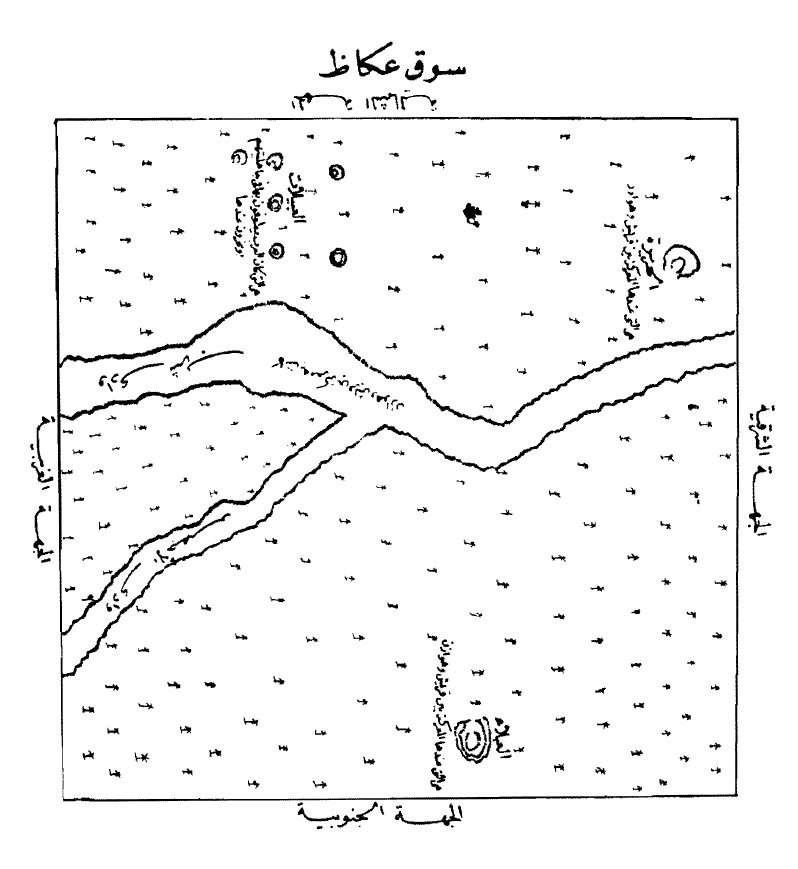
بازار عکاظ

عُکاظ نام بازاری بزرگ در منطقه مکه بود. این بازار در هر سال یک ماه پر از شلوغی و هیجان بود و داد و ستد فراوان در آنجا صورت می‌گرفت و شعرا اشعار می‌خواندند و قبایل عرب و شیوخ و رؤسای آنان در آنجا جمع شده به یکدیگر فخر و مباهات می‌کردند و گاهی به عیش و نوش می‌پرداختند. در بالای نجد و نزدیک عرفات، بین منطقه نخله و طائف، در دشتی گسترده با عرضی نزدیک بر ده میل، بازار عکاظ، واقع شده بود. این بازار در ده میلی طائف و در یکی از مراحل صنعا قرار داشت و فاصله اش تا مکه، سه روز، و تا طائف، یک روز، راه بود. عکاظ، تابع طائف به‌شمار می‌آمد.
یکی از بازارهای دهگانه اعراب در آن زمان بود. بازارهای عرب عبارت بودند از:
1. یکی از بازارهای دهگانه عرب در دومة الجندل در ماه ربیع‌الاول برگزار می‌شد. رؤسای این بازار از دو قبیله غسانی و بنی کلب بودند. (اعراب غسانی و بنی کلب که عمال رومی‌ها بودند، چون همجوار فلسطین و در منطقه ظهور مسیحیت اقامت داشتند، مانند قبیله طی که حاتم طائی از آن‌ها بود و در نزدیک دومة الجندل سکونت داشتند، اغلب مسیحی بودند. همچنین اعراب حیره که دست نشاندگان ایران ساسانی در مقابل هجوم رومیان به قلمرو آن‌ها در عراق کنونی، به‌شمار می‌رفتند. نیز به مسیحیت گرویده بودند. دومة الجندل واقع در نقطه ای بود که امروز جزو کشور اردن به‌شمار می‌رود)
2. بازار مشقر واقع در هجر در بحرین بود که در ماه جمادی‌الاولی گشایش می‌یافت، و قبیله بنی تمیم آن را برگزار می‌نمودند.
3. بازار صحار (شهری واقع در کنار دریا در مسقط و عمان) در اولین روز ماه رجب افتتاح می‌شد.
4. بازار ریا عرب از بازار صحار سرازیر می‌شدند به بازار ریا، و آل جلندی حکمرانان آن جا از آن‌ها مالیات می‌گرفتند.
5. بازار شحر (در ساحل دریای هند در خاک یمن در سرزمین مهره) بازار آن جا در سایه کوهی که قبر  هود  در آن واقع است، به وسیله اعراب مهره برگزار می‌شد.
6. بازار عدن در روز اول ماه مبارک رمضان برگزار می‌گردید، و تجار از آن جا عطر به سایر نقاط می‌بردند.
7. بازار صنعاء در نیمه ماه مبارک رمضان افتتاح می‌شد.
8. بازار رابیه در حضرموت در جنوب یمن برگزار می‌گردید. اعراب با محافظ به آن جا می‌رفتند؛ زیرا حضرموت مملکت نبود، و قبیله کنده آن را برگزار می‌نمودند و به حفاظت از آمد و رفت مردم برمی‌خاست
9. بازار ذی المجاز عرب از بازار عکاظ و ذی المجاز برای شرکت در مراسم به سوی مکه سرازیر می‌شدند

۱۰-بازار عکاظ واقع در بالای سرزمین نجد بود. عرب در ماه ذی القعده در بازار عکاظ اجتماع می‌کردند. در این بازار قریش و سایر قبائل عرب گرد می‌آمدند، و بیشتر آن‌ها اعراب مضری بودند. در بازار عکاظ بود که قبایل عرب اقدام به مفاخرت می‌نمودند.
مشهورترین این بازارها که در تاریخ اسلام از آن سخن رفته‌است همان بازار عکاظ بود. چون تمام قبائل پس از شرکت در بازارهای دیگر در آخر به «سوق عکاظ» می‌آمدند و در آن جا بود که به مفاخرت و ایراد شعر و خطابه و شناسائی و شناساندن خود می‌پرداختند.
ریشه عربی این کلمه، از «عَکَظَ یَعکِظ عُکاظاً» است. ابن منظور در شرح این کلمه می‌افزاید: «فیعکظ بعضهم بالفخارای یَدَعَک»؛ «عکاظ را عکاظ می‌گفتند، چون عرب در آن، جمع می‌شدند و به دیگران فخر می‌فروختند.»
شراب از هجر، عراق، غزه و بصره، روغن از بادیه‌ها، پشم‌های شتر و گوسفند از یمن و پارچه‌های حریر و انواع روغن، همراه کشمش و سلاح از شام و نیز گونه‌های عطر و سلاح جنگی از منطقه‌های دیگر، در این بازار عرضه می‌شد
در عکاظ، بازارهای برده‌فروشی از هر نژاد نیز تشکیل می‌شد و بردگانی از سیاهان حبشی گرفته تا سپیداندامان رومی، کنیزکان هندی، مصری و زنان آسیای میانه، عرضه و فروخته می‌شدند. حتی زنان قریشی بزرگواری نیز بودند که در آنجا خود را برای یافتن شوهر مناسب، به مردان عرضه کرده بودند. این بازار در هر سال یک ماه پر از شلوغی و هیجان بود و داد و ستد فراوان در آنجا صورت می‌گرفت و شعرا اشعار می‌خواندند و قبایل عرب و شیوخ و رؤسای آنان در آنجا جمع شده به یکدیگر فخر و مباهات می‌کردند و گاهی به عیش و نوش می‌پرداختند.
اما مهمترین عاملی که بازار عکاظ را به این نام مشهور ساخته بود، وجه شعر و ادبیات عرب بود. همان‌طور که گفته شد بازار عکاظ به این دلیل به عکاظ شهرت یافت که شاعران عرب برای فخر فروشی، ابیات خود را در آنجا برای دیگران می‌سرودند و از این طریق سعی در عنوان کردن نام خود به عنوان مایه مباهات ادبیات عرب داشتند. بازار عکاظ، عرصه جلوه‌گری شاعران و سخنوران بنام عرب جاهلی نیز بود. در شعر عرب، تمامی علوم، تاریخ‌ها و حکمت‌هایشان منعکس می‌شد و بزرگان قبایل، شیفتگی خاصی به آن نشان می‌دادند. عرب‌های جاهلی، شاعران خود را در بازارها حاضر می‌ساختند تا قبایل و اقوام دیگر، اشعارشان را بشنوند. این اشعار، بیشتر در یادآوری ویژگی‌های پدرانشان و احساس غرورنسبت به جنگ‌ها و پیروزی‌های گذشته‌شان بود. هریک از این شاعران، شعر خود را بر بزرگان و پهلوانان بیان و صاحبان بصیرت، عرضه می‌داشت تا بافت و سبک شعری‌اش شناخته شود. سپس آنان، بهترین شعرهایشان را از پایه‌های بیت‌الله الحرام ـ که جایگاه حج‌گزاری بود ـ می‌آویختند.
در کنار کرسی شعرسرایی، منابر وعظ و تبلیغ نیز در عکاظ برپا بود و خطیبان سخنوری مانند «قیس بن ساعده ایادی» به سخنرانی می‌پرداختند. همچنین این بازار، فرصتی مناسب برای راهبان بود تا با حضور در آن، برای نفوذ کلیساهای خویش تلاش کنند. یهودیان نیز می‌کوشید تا در آنجا کتاب‌های خود را برای مردم بخوانند و برای کاهنان هم، فرصت مناسبی بود که آنچه از حکمت‌های ایران و هند دریافت کرده بودند، با عبارت‌های مسجع بازگویند.
به روایت بخاری، در آغاز، مسلمانان از بیم گناه، شرکت در بازارهای جاهلی را نمی‌پسندیدند تا اینکه آیه ۱۹۸سوره بقره نازل شد و آنان اجازه یافتند که در موسم حج در بازارها به داد و ستد بپردازند؛ ازاین‌رو بسیاری از بازارهای جاهلی تا سال‌ها پس از ظهور اسلام، فعال بود.
در کتاب‌های تاریخ آمده‌است که پیامبر اسلام نیز در آغاز امر بزرگ پیامبری خود، برای ده سال در موسم حج، به سراغ حاجیان در بازارهای مجنه و عکاظ و خیمه‌هایشان در منی رفته، در مجامعشان شرکت جسته و به تبلیغ دین اسلام می‌پرداختند.